# باربرا بالمر
باربرا بالمر (بالإنجليزية: Barbara Palmer, 1st Duchess of Cleveland)‏ (و. 1640 – 1709 م) هي، من المملكة المتحدة، توفيت في تشيسوك، عن عمر يناهز 69 عاماً.

## مناصب
تولت منصب Lady of the Bedchamber ‏.